# Jiří Pospíšil (senátor)
Jiří Pospíšil (9. května 1949 Brno – 16. listopadu 2024) byl český politik, psycholog, senátor za senátní obvod č. 14 – České Budějovice, československý politik a poslanec Sněmovny lidu Federálního shromáždění za Občanské fórum, později za Občanskou demokratickou stranu.

## Vzdělání, profese a rodinný život
Vystudoval Filozofickou fakultu Masarykovy univerzity v Brně. Od roku 1977 působil jako psycholog v krajské nemocnici v Českých Budějovicích, kde žil od roku 1976. Profesně byl k roku 1990 uváděn jako psycholog, bytem České Budějovice.
S manželkou měl dvě děti.

## Politická kariéra
V roce 1968 vstoupil do KSČ, po devíti měsících vystoupil a následně byl vyškrtnut. V roce 1989 spoluzakládal Občanské fórum.
V lednu 1990 zasedl v rámci procesu kooptací do Federálního shromáždění po sametové revoluci do Sněmovny lidu (volební obvod č. 32 – České Budějovice, Jihočeský kraj) jako bezpartijní poslanec, respektive poslanec za Občanské fórum. Mandát za OF obhájil ve volbách roku 1990. Po rozpadu Občanského fóra přešel do parlamentního klubu Občanské demokratické strany. Byl jedním ze zakládajících členů ODS. Za ni byl zvolen zvolen ve volbách roku 1992. Ve Federálním shromáždění setrval do zániku Československa v prosinci 1992.
V letech 1993 až 1995 pracoval jako náměstek ministra obrany. Podílel se na dělení federální armády a byl zmocněncem vlády České republiky pro vytvoření Armády České republiky.
V roce 1996 byl zvolen do nově vzniklého senátu, když z prvního kola postoupil poměrně suverénně se ziskem 40,40 % hlasů oproti sociálnímu demokratovi Vladimíru Papežovi (19,83 %), ve druhém kole potvrdil své vítězství a obdržel 56,11 % všech platných hlasů. Ve svém prvním funkčním období byl členem Výboru pro zahraniční věci, obranu a bezpečnost.
Ve volbách roku 2000 dokázal opět vyhrát, z prvního kola postoupil se ziskem 28,43 % oproti křesťanskému demokratovi Petru Petrovi (28,00 %), ve druhém kole dokázal těsnou výhru z kola předchozího potvrdit ziskem 51,86 % všech platných hlasů. V senátu dokázal povýšit a stal se místopředsedu Výboru pro zahraniční věci, obranu a bezpečnost.
V lednu 2003 byl zvolen pozorovatelem Senátu PČR v Evropském parlamentu. Od 1. května do 19. července 2004 (do nástupu řádně zvolených europoslanců za ČR) byl poslancem Evropského parlamentu.
Senátní volby roku 2006 ve svém volební obvodu dokázal opět vyhrát, když získal 36,55 % v prvním kole a porazil tak primátora Českých Budějovic Miroslava Tettera z KDU-ČSL (14,14 %), ve druhém kole ho volilo 63,35 % všech voličů. V senátu byl zvolen předsedou Mandátového a imunitního výboru a současně zůstal členem Výboru pro zahraniční věci, obranu a bezpečnost.
Byl členem Zastupitelstva města České Budějovice.